# Coppa Europa di sci alpino 2007
La Coppa Europa di sci alpino 2007 fu la 36ª edizione della manifestazione organizzata dalla Federazione Internazionale Sci.
La stagione maschile iniziò il 25 novembre 2006 a Salla, in Finlandia, e si concluse il 17 marzo 2007 a Santa Caterina Valfurva, in Italia; furono disputate 27 delle 39 gare in programma (3 discese libere, 4 supergiganti, 9 slalom giganti, 9 slalom speciali, 2 supercombinate), in 15 diverse località. L'austriaco Peter Struger si aggiudicò la classifica generale; il francese Johan Clarey vinse la classifica di discesa libera e quella di combinata, lo svizzero Olivier Brand quella di supergigante, il finlandese Marcus Sandell quella di slalom gigante e l'austriaco Alexander Koll quella di slalom speciale. L'italiano Michael Gufler era il detentore uscente della Coppa generale.
La stagione femminile iniziò il 3 dicembre 2006 a Ål, in Norvegia, e si concluse il 17 marzo 2007 a Santa Caterina Valfurva, in Italia; furono disputate 31 delle 41 gare in programma (3 discese libere, 6 supergiganti, 9 slalom giganti, 11 slalom speciali, 2 supercombinate), in 15 diverse località. L'austriaca Anna Fenninger si aggiudicò sia la classifica generale, sia quella di supergigante; la sua connazionale Christine Sponring vinse quella di discesa libera, l'italiana Camilla Alfieri quella di slalom gigante, la slovacca Veronika Zuzulová quella di slalom speciale e la slovena Maruša Ferk quella di combinata. La Fenninger era la detentrice uscente della Coppa generale.

## Uomini

### Risultati
| Data             | Località                    | Nazione   | Spec. | Primo                 | Secondo            | Terzo                 |
| ---------------- | --------------------------- | --------- | ----- | --------------------- | ------------------ | --------------------- |
| 25 novembre 2006 | Salla                       | Finlandia | SL    | Oscar Andersson       | Alexander Koll     | Julien Lizeroux       |
| 26 novembre 2006 | Salla                       | Finlandia | SL    | Julien Lizeroux       | Alexander Koll     | Hannes Brenner        |
| 28 novembre 2006 | Levi                        | Finlandia | GS    | Peter Struger         | Marcus Sandell     | Christof Innerhofer   |
| 29 novembre 2006 | Levi                        | Finlandia | GS    | Marcus Sandell        | Michael Zach       | Peter Struger         |
| 15 dicembre 2006 | San Vigilio/Plan de Corones | Italia    | GS    | Florian Eisath        | Omar Longhi        | Manfred Mölgg         |
| 19 dicembre 2006 | Obereggen                   | Italia    | SL    | Manfred Pranger       | Julien Lizeroux    | Jukka Leino           |
| 8 gennaio 2007   | Serre Chevalier             | Francia   | GS    | Marcus Sandell        | Cyprien Richard    | Matthias Lanzinger    |
| 9 gennaio 2007   | Serre Chevalier             | Francia   | GS    | Philipp Schörghofer   | Sébastien Pichot   | Matthias Lanzinger    |
| 10 gennaio 2007  | Pozza di Fassa              | Italia    | SL    | Manfred Pranger       | Alexander Koll     | Julien Lizeroux       |
| 13 gennaio 2007  | Donnersbachwald             | Austria   | SL    | Alexander Koll        | Sandro Viletta     | Jukka Leino           |
| 14 gennaio 2007  | Donnersbachwald             | Austria   | SL    | Julien Lizeroux       | Manfred Pranger    | Truls Ove Karlsen     |
| 18 gennaio 2007  | La Plagne                   | Francia   | GS    | Philipp Schörghofer   | Matthias Lanzinger | Gauthier de Tessières |
| 19 gennaio 2007  | La Plagne                   | Francia   | GS    | Gauthier de Tessières | Sébastien Pichot   | Joël Chenal           |
| 25 gennaio 2007  | Chamonix                    | Francia   | DH    | annullata             | annullata          | annullata             |
| 26 gennaio 2007  | Chamonix                    | Francia   | DH    | annullata             | annullata          | annullata             |
| 31 gennaio 2007  | Crans-Montana               | Svizzera  | DH    | annullata             | annullata          | annullata             |
| 1º febbraio 2007 | Crans-Montana               | Svizzera  | SC    | annullata             | annullata          | annullata             |
| 1º febbraio 2007 | Crans-Montana               | Svizzera  | DH    | annullata             | annullata          | annullata             |
| 1º febbraio 2007 | Tignes                      | Francia   | SG    | Christoph Alster      | Olivier Brand      | Walter Girardi        |
| 2 febbraio 2007  | Tignes                      | Francia   | SG    | Olivier Brand         | Silvano Varettoni  | Walter Girardi        |
| 7 febbraio 2007  | Sarentino                   | Italia    | DH    | Johan Clarey          | Georg Streitberger | Walter Girardi        |
| 9 febbraio 2007  | Sarentino                   | Italia    | SC    | Johan Clarey          | Carlo Janka        | Beni Hofer            |
| 9 febbraio 2007  | Sarentino                   | Italia    | DH    | Johan Clarey          | David Poisson      | Georg Streitberger    |
| 9 febbraio 2007  | Sarentino                   | Italia    | SG    | annullata             | annullata          | annullata             |
| 14 febbraio 2007 | Sella Nevea                 | Italia    | SG    | Olivier Brand         | Peter Struger      | Alex Happacher        |
| 14 febbraio 2007 | Sella Nevea                 | Italia    | SG    | Christoph Alster      | Olivier Brand      | Peter Struger         |
| 16 febbraio 2007 | Oberjoch                    | Germania  | SL    | Alexander Koll        | Johan Brolenius    | Hannes Brenner        |
| 17 febbraio 2007 | Oberjoch                    | Germania  | SL    | Johan Brolenius       | Giuliano Razzoli   | Christoph Dreier      |
| 22 febbraio 2007 | Patscherkofel               | Austria   | DH    | annullata             | annullata          | annullata             |
| 23 febbraio 2007 | Patscherkofel               | Austria   | DH    | annullata             | annullata          | annullata             |
| 27 febbraio 2007 | Hermagor-Pressegger See     | Austria   | GS    | Matthias Lanzinger    | Mirko Deflorian    | Wolfgang Hörl         |
| 27 febbraio 2007 | Hermagor-Pressegger See     | Austria   | GS    | annullata             | annullata          | annullata             |
| 11 marzo 2007    | Kranjska Gora               | Slovenia  | SL    | annullata             | annullata          | annullata             |
| 12 marzo 2007    | Kranjska Gora               | Slovenia  | SL    | annullata             | annullata          | annullata             |
| 14 marzo 2007    | Madesimo/Campodolcino       | Italia    | GS    | Cyprien Richard       | Carlo Janka        | Michael Gufler        |
| 15 marzo 2007    | Madesimo/Campodolcino       | Italia    | SL    | Wolfgang Hörl         | Johan Brolenius    | Ondřej Bank           |
| 17 marzo 2007    | Santa Caterina Valfurva     | Italia    | SC    | Hans Olsson           | Lars Elton Myhre   | Romed Baumann         |
| 17 marzo 2007    | Santa Caterina Valfurva     | Italia    | DH    | Georg Streitberger    | Rok Perko          | Johan Clarey          |
| 18 marzo 2007    | Caspoggio                   | Italia    | SG    | annullata             | annullata          | annullata             |

Legenda:

DH = discesa libera

SG = supergigante

GS = slalom gigante

SL = slalom speciale

SC = supercombinata

### Classifiche

#### Generale
| Pos. | Nome                | Nazione   | Punti |
| ---- | ------------------- | --------- | ----- |
| 1    | Peter Struger       | Austria   | 608   |
| 2    | Alexander Koll      | Austria   | 605   |
| 3    | Matthias Lanzinger  | Austria   | 543   |
| 4    | Carlo Janka         | Svizzera  | 529   |
| 5    | Olivier Brand       | Svizzera  | 475   |
| 6    | Philipp Schörghofer | Austria   | 471   |
| 7    | Christoph Alster    | Austria   | 456   |
| 8    | Marcus Sandell      | Finlandia | 452   |
| 9    | Sébastien Pichot    | Francia   | 412   |
| 10   | Johan Clarey        | Francia   | 410   |

#### Discesa libera
| Pos. | Nome               | Nazione | Punti |
| ---- | ------------------ | ------- | ----- |
| 1    | Johan Clarey       | Francia | 260   |
| 2    | Georg Streitberger | Austria | 240   |
| 3    | David Poisson      | Francia | 165   |
| 4    | Walter Girardi     | Italia  | 142   |
| 5    | Silvano Varettoni  | Italia  | 99    |

#### Supergigante
| Pos. | Nome             | Nazione  | Punti |
| ---- | ---------------- | -------- | ----- |
| 1    | Olivier Brand    | Svizzera | 360   |
| 2    | Christoph Alster | Austria  | 285   |
| 3    | Peter Struger    | Austria  | 216   |
| 4    | Walter Girardi   | Italia   | 194   |
| 5    | Konrad Hari      | Svizzera | 177   |

#### Slalom gigante
| Pos. | Nome                | Nazione   | Punti |
| ---- | ------------------- | --------- | ----- |
| 1    | Marcus Sandell      | Finlandia | 432   |
| 2    | Matthias Lanzinger  | Austria   | 381   |
| 3    | Cyprien Richard     | Francia   | 371   |
| 4    | Peter Struger       | Austria   | 346   |
| 5    | Philipp Schörghofer | Austria   | 331   |

#### Slalom speciale
| Pos. | Nome             | Nazione  | Punti |
| ---- | ---------------- | -------- | ----- |
| 1    | Alexander Koll   | Austria  | 510   |
| 2    | Julien Lizeroux  | Francia  | 400   |
| 3    | Giuliano Razzoli | Italia   | 341   |
| 4    | Manfred Pranger  | Austria  | 280   |
| 5    | Sandro Viletta   | Svizzera | 276   |

#### Combinata
| Pos. | Nome                   | Nazione  | Punti |
| ---- | ---------------------- | -------- | ----- |
| 1    | Johan Clarey           | Francia  | 150   |
| 2    | Hans Olsson            | Svezia   | 100   |
| 3    | Carlo Janka            | Svizzera | 96    |
| 4    | Alexander Koll         | Austria  | 85    |
| 5    | Christian Flaschberger | Austria  | 82    |

## Donne

### Risultati
| Data             | Località                | Nazione  | Spec. | Prima               | Seconda              | Terza                              |
| ---------------- | ----------------------- | -------- | ----- | ------------------- | -------------------- | ---------------------------------- |
| 3 dicembre 2006  | Ål                      | Norvegia | GS    | Eva-Maria Brem      | Olivia Bertrand      | Karen Putzer                       |
| 4 dicembre 2006  | Ål                      | Norvegia | GS    | Olivia Bertrand     | Eva-Maria Brem       | Camilla Alfieri                    |
| 6 dicembre 2006  | Hemsedal                | Norvegia | SG    | Stefanie Moser      | Maria Holaus         | Christine Sponring                 |
| 7 dicembre 2006  | Hemsedal                | Norvegia | SG    | Maria Holaus        | Christine Sponring   | Stefanie Moser                     |
| 18 dicembre 2006 | Schruns                 | Austria  | SL    | Kathrin Zettel      | Veronika Zuzulová    | Kathrin Hölzl                      |
| 19 dicembre 2006 | Schruns                 | Austria  | SL    | Veronika Zuzulová   | Michaela Kirchgasser | Katrin Triendl                     |
| 20 dicembre 2006 | Kaunertal               | Austria  | GS    | Anna Fenninger      | Camilla Alfieri      | Geneviève Simard                   |
| 21 dicembre 2006 | Kaunertal               | Austria  | GS    | Anna Fenninger      | Andrea Dettling      | Taïna Barioz                       |
| 5 gennaio 2007   | Melchsee-Frutt          | Svizzera | SL    | Célina Hangl        | Maruša Ferk          | Aline Bonjour                      |
| 6 gennaio 2007   | Melchsee-Frutt          | Svizzera | SL    | Maruša Ferk         | Célina Hangl         | Simone Streng                      |
| 11 gennaio 2007  | Megève                  | Francia  | DH    | annullata           | annullata            | annullata                          |
| 13 gennaio 2007  | Courchevel              | Francia  | SL    | Sandra Gini         | Nina Løseth          | Claire Dautherives Veronika Staber |
| 14 gennaio 2007  | Courchevel              | Francia  | SL    | Sandra Gini         | Claire Dautherives   | Frida Hansdotter                   |
| 16 gennaio 2007  | Sankt Moritz            | Svizzera | SC    | Maruša Ferk         | Daniela Zeiser       | Sandrine Aubert                    |
| 16 gennaio 2007  | Sankt Moritz            | Svizzera | SG    | Anna Fenninger      | Tina Weirather       | Maruša Ferk                        |
| 17 gennaio 2007  | Sankt Moritz            | Svizzera | SG    | Anna Fenninger      | Maria Holaus         | Regina Mader                       |
| 18 gennaio 2007  | Sankt Moritz            | Svizzera | DH    | Lucia Mazzotti      | Anne-Sophie Barthet  | Andrea Dettling                    |
| 18 gennaio 2007  | Tarvisio                | Italia   | DH    | annullata           | annullata            | annullata                          |
| 19 gennaio 2007  | Tarvisio                | Italia   | DH    | annullata           | annullata            | annullata                          |
| 24 gennaio 2007  | Haus                    | Austria  | DH    | annullata           | annullata            | annullata                          |
| 26 gennaio 2007  | Haus                    | Austria  | DH    | annullata           | annullata            | annullata                          |
| 29 gennaio 2007  | Bansko                  | Bulgaria | GS    | Viktoria Rebensburg | Carolin Fernsebner   | Camilla Alfieri                    |
| 30 gennaio 2007  | Bansko                  | Bulgaria | GS    | annullata           | annullata            | annullata                          |
| 2 febbraio 2007  | Bischofswiesen          | Germania | SL    | Resi Stiegler       | Veronika Zuzulová    | Veronika Staber                    |
| 3 febbraio 2007  | Bischofswiesen          | Germania | SL    | Veronika Zuzulová   | Kathrin Hölzl        | Resi Stiegler                      |
| 5 febbraio 2007  | Abetone                 | Italia   | GS    | Anna Fenninger      | Viktoria Rebensburg  | Carolin Fernsebner                 |
| 6 febbraio 2007  | Abetone                 | Italia   | GS    | annullata           | annullata            | annullata                          |
| 15 febbraio 2007 | Sella Nevea             | Italia   | SG    | Anna Fenninger      | Silvia Berger        | Stefanie Köhle                     |
| 16 febbraio 2007 | Sella Nevea             | Italia   | SG    | Stefanie Köhle      | Silvia Berger        | Anna Fenninger                     |
| 19 febbraio 2007 | La Molina               | Spagna   | GS    | Carolin Fernsebner  | Andrea Fischbacher   | Camilla Alfieri                    |
| 20 febbraio 2007 | La Molina               | Spagna   | GS    | Viktoria Rebensburg | Andrea Fischbacher   | Camilla Alfieri                    |
| 22 febbraio 2007 | Pal                     | Andorra  | SL    | Célina Hangl        | Aline Bonjour        | Nina Perner                        |
| 23 febbraio 2007 | Pal                     | Andorra  | SL    | Sandra Gini         | Claire Dautherives   | Aline Bonjour                      |
| 25 febbraio 2007 | Formigal                | Spagna   | SG    | annullata           | annullata            | annullata                          |
| 27 febbraio 2007 | Formigal                | Spagna   | DH    | annullata           | annullata            | annullata                          |
| 13 marzo 2007    | Madesimo/Campodolcino   | Italia   | GS    | Eva-Maria Brem      | Camilla Alfieri      | Nina Løseth                        |
| 14 marzo 2007    | Madesimo/Campodolcino   | Italia   | SL    | Veronika Zuzulová   | Therese Borssén      | Chiara Costazza                    |
| 15 marzo 2007    | Caspoggio               | Italia   | SG    | annullata           | annullata            | annullata                          |
| 16 marzo 2007    | Santa Caterina Valfurva | Italia   | SC    | Christine Sponring  | Johanna Schnarf      | Lucia Mazzotti                     |
| 16 marzo 2007    | Santa Caterina Valfurva | Italia   | DH    | Christine Sponring  | Lara Gut             | Elena Fanchini                     |
| 17 marzo 2007    | Santa Caterina Valfurva | Italia   | DH    | Christine Sponring  | Lara Gut             | Elena Fanchini                     |

Legenda:

DH = discesa libera

SG = supergigante

GS = slalom gigante

SL = slalom speciale

SC = supercombinata

### Classifiche

#### Generale
| Pos. | Nome                | Nazione    | Punti |
| ---- | ------------------- | ---------- | ----- |
| 1    | Anna Fenninger      | Austria    | 884   |
| 2    | Maruša Ferk         | Slovenia   | 774   |
| 3    | Camilla Alfieri     | Italia     | 639   |
| 4    | Eva-Maria Brem      | Austria    | 553   |
| 5    | Stefanie Köhle      | Austria    | 546   |
| 6    | Christine Sponring  | Austria    | 511   |
| 7    | Veronika Zuzulová   | Slovacchia | 510   |
| 8    | Célina Hangl        | Svizzera   | 462   |
| 9    | Olivia Bertrand     | Francia    | 436   |
| 10   | Carolin Fernsebner  | Germania   | 435   |
| 10   | Viktoria Rebensburg | Germania   | 435   |

#### Discesa libera
| Pos. | Nome                | Nazione  | Punti |
| ---- | ------------------- | -------- | ----- |
| 1    | Christine Sponring  | Austria  | 236   |
| 2    | Lara Gut            | Svizzera | 210   |
| 3    | Lucia Mazzotti      | Italia   | 162   |
| 4    | Anne-Sophie Barthet | Francia  | 149   |
| 5    | Elena Fanchini      | Italia   | 120   |

#### Supergigante
| Pos. | Nome           | Nazione       | Punti |
| ---- | -------------- | ------------- | ----- |
| 1    | Anna Fenninger | Austria       | 360   |
| 2    | Maria Holaus   | Austria       | 325   |
| 3    | Stefanie Köhle | Austria       | 317   |
| 4    | Stefanie Moser | Austria       | 225   |
| 5    | Tina Weirather | Liechtenstein | 170   |

#### Slalom gigante
| Pos. | Nome               | Nazione  | Punti |
| ---- | ------------------ | -------- | ----- |
| 1    | Camilla Alfieri    | Italia   | 506   |
| 2    | Anna Fenninger     | Austria  | 416   |
| 3    | Olivia Bertrand    | Francia  | 400   |
| 4    | Eva-Maria Brem     | Austria  | 378   |
| 5    | Carolin Fernsebner | Germania | 343   |

#### Slalom speciale
| Pos. | Nome               | Nazione    | Punti |
| ---- | ------------------ | ---------- | ----- |
| 1    | Veronika Zuzulová  | Slovacchia | 460   |
| 2    | Célina Hangl       | Svizzera   | 422   |
| 3    | Maruša Ferk        | Slovenia   | 396   |
| 4    | Claire Dautherives | Francia    | 368   |
| 5    | Aline Bonjour      | Svizzera   | 345   |

#### Combinata
| Pos. | Nome               | Nazione  | Punti |
| ---- | ------------------ | -------- | ----- |
| 1    | Maruša Ferk        | Slovenia | 132   |
| 2    | Daniela Zeiser     | Austria  | 130   |
| 3    | Christine Sponring | Austria  | 100   |
| 4    | Johanna Schnarf    | Italia   | 80    |
| 5    | Ilka Štuhec        | Slovenia | 76    |